# 日本の黒い霧
『日本の黒い霧』（にほんのくろいきり）は、松本清張によるノンフィクション作品である。
初出は月刊誌『文藝春秋』で、1960年1月号から12月号にかけて連載された。アメリカ軍占領下で発生した重大事件について、清張の視点で真相に迫った連作ノンフィクションである。「黒い霧」という言葉が流行語になるほどの社会現象を起こし、清張にとっても代表作の1つとなった。

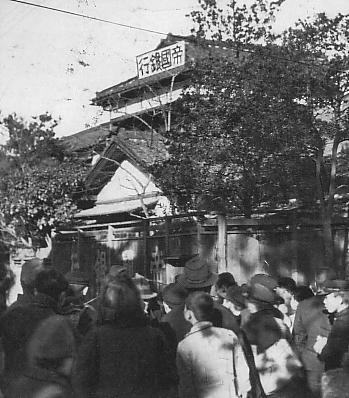
帝銀事件発生時の帝銀椎名町支店、1948年1月26日

## 作品の背景
松本清張は推理小説だけではなく、ノンフィクションや歴史ものなど多岐にわたる分野を手がけた作家である。清張が歴史を扱った作品には、おおむね3種類がある。すなわち、古代史を扱った『古代史疑』や『清張通史』といった作品群、第2次世界大戦前の昭和期をテーマとする『昭和史発掘』、そして、終戦後に発生した事件を題材とする『日本の黒い霧』の3種類である。
保阪正康によれば、占領期という時代は1945年8月のポツダム宣言の受諾から1952年4月28日にサンフランシスコ講和条約が発効して日本が独立状態を回復するまでの6年8か月にわたる期間である。『日本の黒い霧』で扱われている事件の多くは、まさにこの占領期に発生したものである。
『黒い霧』は、この時期に起きた一連の怪事件に潜む「アメリカ」の陰謀を比喩した言葉である 。一連の作品の先駆けとなったのは、『日本の黒い霧』発表の前年にあたる1959年に同じく『文藝春秋』に連載された『小説帝銀事件』（1959年5月号から7月号に掲載）だった。『小説帝銀事件』はアメリカ軍占領下の「黒い霧」の深層に切り込んだ最初の作品となって、読者から大きな反響を得た。
清張は『小説帝銀事件』で見出した主題を発展させて、連作ノンフィクションの形式をとって『日本の黒い霧』を執筆した。清張は『日本の黒い霧』においてこのような形式を取った理由について、『朝日ジャーナル』1960年12月4日号に発表した『なぜ「日本の黒い霧」を書いたか』で次のように記述している。
『日本の黒い霧』を執筆した当時、清張は51歳となっていた。第二次世界大戦の終戦から15年が過ぎたものの、一連の事件はまだ記憶に新しい時期であった。清張は『日本の黒い霧』によって徹底的な調査と多くの資料に基づいて「調べた材料をそのままナマに並べ」それらを自身の視点による推理で繋げていくスタイルを確立した。このスタイルは後の『昭和史発掘』にも受け継がれていくことになり、同時に「文春ジャーナリズム」というべき新たな調査報道ものへの道を切り開いた。郷原宏は『清張とその時代』（2009年）で「もし清張がこの作品で開拓した道がなければ、児玉隆也『淋しき越山会の女王』、立花隆『田中角栄研究』、本田靖春『不当逮捕』といったノンフィクションの秀作は、少なくともあれほどタイムリーなかたちでは世に出なかったはずである」との評価を与えている。

## 構成
『日本の黒い霧』に収録されているのは、以下の事件である。題名の後の年月は、事件発生の時期である。既に述べたとおりほとんどが占領期に起きた事件であり、最初の10話は事件、最後の2話は占領期の歴史を包括して記述する形式を取っている。
- 下山総裁謀殺論（改題：下山国鉄総裁謀殺論、1949年7月）
- 運命の「もく星」号（改題：「もく星」号遭難事件、1952年4月）
- 謀略疑獄-その氷山の一角（改題：二大疑獄事件-昭電・造船汚職の真相、1948年9月、1954年1月）
- 北の疑惑-白鳥事件（改題：白鳥事件、1952年1月）
- 諜報列島-亡命ソ連人の謎（改題：ラストヴォロフ事件、1954年1月）
- 革命を売る男・伊藤律（1955年7月）
- 征服者とダイヤモンド（1945年9月）
- 画家と毒薬と硝煙-再説帝銀事件（改題：帝銀事件の謎、1948年1月）
- 白公館の秘密-白い手の機関と鹿地事件（改題：鹿地亘事件、1951年11月）
- 推理・松川事件-真犯人への視点（改題：推理・松川事件、1949年8月）
- 黒の追放と赤の烙印（改題：追放とレッド・パージ、1950年7月）
- 謀略の遠近図（改題：謀略朝鮮戦争、1950年6月）[5][6][7][14][15]

単行本は連載中の同年5月10日から順次発行された。発行元は文藝春秋新社で、全3巻である。
- 『日本の黒い霧』（下山国鉄総裁謀殺論、「もく星」号遭難事件、二大疑獄事件、白鳥事件、1960年5月10日）
- 『日本の黒い霧II』（ラストヴォロフ事件、革命を売る男・伊藤律、征服者とダイヤモンド、帝銀事件の謎、1960年9月30日）
- 『日本の黒い霧III』（鹿地亘事件、推理・松川事件、追放とレッド・パージ、謀略朝鮮戦争、なぜ「日本の黒い霧」を書いたか、1961年3月10日）[7][14]

この3巻本の他に、帝銀事件、下山事件、松川事件、白鳥事件、ラストヴォロフ事件、謀略朝鮮戦争の6編をセレクトしたものも発売されたが、文春文庫版は当初の3巻本の内容を収めている。
連載当初の題名は、おそらく当時の世相を反映した煽情的なものが多数であったが、単行本として刊行される際に2編を除いて明快なものに改訂された。
この作品が連載された1960年という年は、世にいう「60年安保」の年であった。清張が多数の作品を発表していた時期で、他に『球形の荒野』、『わるいやつら』、『砂の器』などを発表している。多くの仕事のために毎月締め切りに追われていて、「やっつけ仕事」に近い部分があって章それぞれには出来不出来がある。
清張自身もおそらく出来のばらつきを自覚していたため、後に第2話『「もく星」号遭難事件』を『風の息』（1972年）、『一九五二年日航機「撃墜」事件』（1992年）の2回にわたって小説として書き直している。
清張は1963年8月にこの作品の他『深層海流』、『現代官僚論』などによって第5回日本ジャーナリスト会議賞を受賞した。『深層海流』はその後三田和夫の『赤い広場―霞ヶ関』に酷似した文章が十数か所あったため三田から著作権侵害で訴えられた

## 評価と批判

### 「黒い霧ブーム」

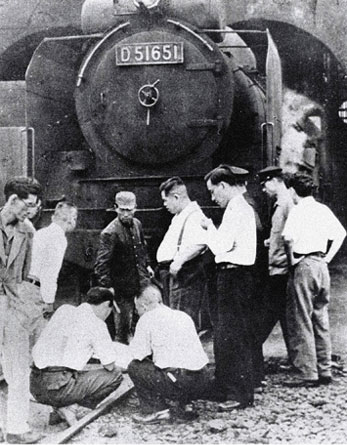
下山総裁を轢いた機関車 D51 651 の捜査

清張が12編の中でもっとも力を入れたのは、第1話『下山国鉄総裁謀殺論」である。清張は国鉄職員大量解雇などの情勢や下山が事件前日までに取っていた不審な行動、下着に付着していた油と色素など、さまざまな資料を手掛かりに真相を探った。清張がたどり着いた結論は、事件の影にGHQ内部でのGS（民政局）とG2（参謀第2部）による主導権争いがあり、犯行にかかわったのはG2下部の組織というものであった。
清張以前にも、事件の背後にアメリカ軍の存在を示唆する噂は発生の直後からあり、報道においてもGHQの関与を暗にほのめかすものもごく少数あった。しかし、G2謀殺説と犯行グループの存在を明快に指摘したのは、清張による『下山国鉄総裁謀殺論』が最初であった。
清張の論証は、「60年安保」に揺れる世情の中で日米関係に敏感にならざるを得なかった読者から圧倒的な支持を得た。第1話が好評だったことに清張は自信を深め、以後最終話までGHQ内部の対立を軸にアメリカ軍占領下で発生した重大事件を取り上げ、資料の駆使と自身の視点による論証でその真相に迫ろうとした。
清張は最終話『謀略朝鮮戦争』で、今まで取り上げてきたすべての事件は、朝鮮戦争に向けたアメリカ軍の「戦略的な『伏線』との結論を導き出した。郷原宏は前掲の『清張とその時代』（2009年）で『日本の黒い霧』について「これは清張の得意な読み切り短編シリーズであり、清張は全編を通しての語り手にして名探偵だったといえなくもない」と論じている。
『日本の黒い霧』は、単行本の発売と同時にベストセラーとなった。「黒い霧」という言葉は当時の流行語となり、「黒い霧ブーム」が巻き起こった。「黒い霧」という言葉は不可解な事件や疑惑を形容する言葉となって定着し、1966年に発覚した政界の不祥事や1969年のプロ野球八百長疑惑はそれぞれ「黒い霧事件」と呼ばれた。
半藤一利は『日本の黒い霧』（文春文庫の新装改訂版）の帯の推薦文で「よくぞ現代史の隠された深部にメスを入れたものよ」と書き、さらに「今これだけのものを書ける人はいない、あらためて感嘆せざるをえない」と称賛した。保阪は『松本清張と昭和史』（2006年）で半藤の言葉を「実に的を射た見方」と評価し、「これらの事件の背後にアメリカの謀略があったのではないかという視点そのものは日本のジャーナリズム、あるいは作家の仕事として希有のものであるといえる。事実の如何を問わず、この重要性をまず私たちは客観的に認めるべきではないかと思う」と記述している。

### 批判

#### 大岡昇平からの批判
『日本の黒い霧』については、連載中から「アメリカの謀略説に偏りすぎ」、「反米的な意図のもとに書かれた」などの批判が生じていた。批判の急先鋒として現れたのは、清張と同じく1909年に生まれた作家の大岡昇平である。大岡は1961年に「群像」12月号に掲載した『常識的文学論』最終回「松本清張批判」で「（下山事件の他殺説について）犯罪者はなるべく簡単な手段を取るもので、謀略団として、見破られるという第一級の危険を冒して、下山氏の替玉を現地に派遣する必要があったかどうかという点で、松本の推理は小説的なのである。この点自殺説を取った穏便平凡な井上靖に、軍配を上げたいような気がする。松本にこのようなロマンチックな推理をさせたものは、米国の謀略団の存在に対する信仰である。つまり彼の推理は、データに基づいて妥当な判断を下すというよりは、予め日本の黒い霧について意見があり、それに基づいて事実を組み合わせるという風に働いている」などと批判した。
大岡がこのような挑発的な文章を書いた背景には、井上靖の歴史小説、清張や水上勉の推理小説が評論家から支持される「文壇の現状」に対する不満があった。清張も大岡の挑発を見過ごすことはできず、同じく「群像」1962年1月号に『大岡昇平氏のロマンチックな裁断』という文章を発表し、「最初から反米的な意識で試みたのでは少しもない。（中略）それぞれの事件を追及してみて、帰納的にそういう結果になったのに過ぎない」と反論している。
清張のこの反論に対して、大岡が再度反論するようなことはなかった。実は同じ「群像」1961年9月号に掲載した『推理小説論』において、大岡は『日本の黒い霧』に対して彼なりの肯定的な評価を次のとおりに下していた。

#### 佐藤一からの批判
清張の没後、新たな『日本の黒い霧』批判が登場した。佐藤一は自著『松本清張の陰謀 「日本の黒い霧」に仕組まれたもの』（2006年）において、『日本の黒い霧』での清張の視点をほぼ全面的に否定した。佐藤は松川事件の元被告で無罪判決を勝ち取った人物であり、占領史の研究で実績を残した。特に下山事件の研究で知られ、「自殺説」を支持する立場から『下山事件全研究』（1976年）を書いている。
佐藤からの批判の大要は、『日本の黒い霧』が謀略史観に基づいて書かれたために、その後の日本人の歴史感覚を狂わせたというものである。佐藤は前掲書において下山事件、松川事件、革命を売る男・伊藤律、追放とレッド・パージ、謀略朝鮮戦争、白鳥事件を取り上げ、これらの事件における松本の推理の誤りを説いた。同書の結びにあたる第7章「『日本の黒い霧』が隠蔽したもの」で佐藤は『日本の黒い霧』を「戦後史を辿る上の躓きの石」とたとえ、「過去にこだわりを持つ人たちだけではなく（中略）それより格段に多い人びとを、「黒い霧」という疑似空間に繋ぎとめ、正常な思考を麻痺させた」と自説を述べた。
権田萬治は佐藤の自説に対して「一方的に「陰謀」というレッテルを貼って感情的に批判していることを非常に残念に思った」と記述した。権田は佐藤がなぜこのような批判を書くに至ったのかについて、「下山事件研究会」事務局長を務めていた時代の経験に基づく不満と、日本共産党が武力闘争主義を前面に出していた当時の問題を総括していない点に原因があると推定している。

#### 渡部富哉からの批判
白鳥事件の容疑者とかかわり検証を行った渡部富哉は、松本の暴露は追平雍嘉が書いた『白鳥事件』の調査の丸写しであり、自分の作家としての活動によって共産党の裁判闘争に奉仕しようとしたのではないかと指摘している。中でも追平の証言を、あたかも実行犯が容疑者T（検事側が裁判で用いた証言を行った）について裏切りを心配しているかのように書き換えたことについては、極めて意識的な虚構であるとしている。

## 制約と限界
発表当時、読者からの共感と大きな支持を得たこの作品には、長い時間の経過とともに新たな見方や当時明らかになっていなかった事実が現れている。その例としては、『革命を売る男・伊藤律』が挙げられる。
発表当時、伊藤は生死不明の状態であったが、1980年9月に中国から29年ぶりに帰国を果たした。彼から当時の状況について弁明がなされ、新たに判明した資料や事実に基づく複数の研究によっても「伊藤律＝スパイ」説が否定されている。このため、文春文庫版では上巻の巻末に「作品について」（2013年）という文が掲載され「伊藤律のスパイ説は認めがたいものになった」という大意が記されている。
さらに、全ての事件が朝鮮戦争へと収斂していく作品の構造に疑問を投げかける意見がある。当時の知識人を含めて多数の人々が、朝鮮戦争をアメリカと韓国の謀略と考えていた。しかしソビエト連邦の崩壊によって明るみに出た情報により、先制攻撃を行ったのは北朝鮮の方だったことが判明した。
阿刀田高は自著『松本清張を推理する』（2009年）で『日本の黒い霧』に言及し、「しかし本筋をさぐることに賭けたこと、これはこのノンフィクションを評価する第一義なのだ、それがこの大作に関する私の感想のすべてである。そして、それが文筆家の大切な資質であることも力説したい」と評価している。

## 中国での反響
中国での清張作品の紹介は、文化大革命が始まる前年の1965年に『日本的黒霧』として翻訳された『日本の黒い霧』に始まる。そのきっかけとなったのは、1963年11月に中国作家代表団が日本を訪れたことであった。このとき清張は、作家代表の1人だった許覚民に『日本の黒い霧』の単行本を寄贈した。許は帰国後、人民文学出版社の文潔若に翻訳を依頼した。
1965年に『日本的黒霧』は人民文学出版社から出版された。『日本的黒霧』は以下の6編で構成されている。
- "帝国銀行事件"之謎（帝銀事件の謎）
- 下山国鉄総裁是被謀殺的（下山国鉄総裁謀殺論）
- "松川事件"的実質（推理・松川事件）
- "白鳥事件"（白鳥事件）
- "拉斯特沃洛夫事件"（ラストヴォロフ事件）
- 我為什麼要写＜日本的黒霧＞－代跋（なぜ『日本の黒い霧』を書いたか?あとがきにかえて）[40]

清張が寄贈した単行本にはこの6編以外に『謀略朝鮮戦争』も収録されていたが、これを底本として翻訳された中国語版では省略されている。翻訳者である文潔若によると、この1編も翻訳したもののその中の「林彪が朝鮮戦争で負傷した」という記述が事実と相違するために出版社と相談した上で省略したという。
1980年の再版では、『朝鮮戦争的策劃』（謀略朝鮮戦争）が加えられた。2012年には新版が発行され、さらに『”木星号”遭難記』（「もく星」号遭難事件）が新たに翻訳の上で追加された。
名古屋大学大学院の尹芷汐は、『謀略朝鮮戦争』が1965年版に収録されなかった理由について次のような見解を述べている。